# Ibrahim Abouleish
Ibrahim Abouleish, né le 23 mars 1937 à Machtoul et mort le 15 juin 2017, est un médecin et un chimiste égyptien.
Connu pour son implication dans le renouveau de l'économie durable en Égypte, il est récipiendaire du Right Livelihood Award en 2003.

## Biographie

### Études et premiers succès
Né en Égypte, dans une famille bourgeoise, Ibrahim Abouleish reçoit une éducation ouverte sur le monde par son père, qui l'incite à s'intéresser à l'Europe. Il fréquente  une école française puis une école égyptienne. Les influences de sa famille déterminent sa carrière : un grand-père
négociant en engrais chimiques, un père qui avait créé une fabrique de savon et une autre de sucrerie, un oncle lettré qui l'incite à la lecture. Alors qu'il est adolescent, à la suite de la découverte des « Souffrances du jeune Werther» de Goethe, il prend la décision intérieure de poursuivre ses études en Europe.
En 1956, Ibrahim Abouleish déménage en Autriche où il commence ses études de chimie et de médecine, à l'université de Graz.
En 1960, il épouse Gudrun Erdinger ; de  cette union naissent deux enfants :  Helmy Abouleish né en 1961, et Mona en 1963 . Il passe son doctorat en 1969 dans le domaine de la pharmacologie, travaille ensuite dans la recherche pharmaceutique et dépose des brevets pour un certain nombre de nouveaux médicaments, en particulier contre l'ostéoporose et l'artériosclérose. 
Durant cette période, la réflexion d'Ibrahim Abouleish trouve son inspiration chez des penseurs européens, tels que Johann Wolfgang von Goethe. Son passage en Europe l'a marqué et, comme il le dit lui-même : « Depuis, je porte la culture européenne en moi. ».

### Retour au pays
Au cours d'une visite en Égypte en 1975, il est accablé par les conditions déplorables, économiques et sociales, de son pays d'origine (crise de l'éducation, surpopulation, pollution). 
En 1977, Ibrahim Abouleish y retourne avec une vision claire d'un projet de communauté intégrée où il veut faire pousser des aliments biologiques.  Il veut associer lier les aliments sains au développement communautaire et agricole en Égypte. En 1979, il fonde SEKEM (un projet global de développement).

### Fondation de SEKEM
SEKEM est la première entité à développer des méthodes d'agriculture biodynamique en Égypte. Durant les premières années, ces méthodes lui attirent les foudres des fabricants de pesticides, qui cherchent par tous les moyens à briser son développement (campagne de presse calomnieuse, basée sur la superstition, pression armée..). À partir de 1990, l'organisation grandit beaucoup jusqu'à devenir le leader du marché des produits biologiques.  Cet engagement en matière de développement innovant a conduit à une utilisation généralisée de méthodes biodynamiques dans la lutte contre les nuisibles (ou ravageurs) et pour l'amélioration des rendements.
SEKEM travaille en appliquant en partie des méthodes du label Demeter. 50 % de sa production est réservée pour le marché intérieur d'Égypte. Elle gère des écoles, du travail et des programmes d'éducation, un centre médical et un collège d'arts appliqués et de sciences. Dans le cadre du projet global, la clinique de jour et les écoles sont, par contre, orientées vers la culture islamique. Mais les soins médicaux sont dominés par l'approche anthroposophique.
En 1984, Ibrahim Abouleish fonde l'Association égyptienne pour la promotion du développement culturel ; et en 1990, il crée l'Académie Héliopolis pour les arts appliqués, de la Science et la Technologie.

### Nouveau brevet
En 1994, Ibrahim Abouleish met au point une méthode biologique pour la culture du coton, réduisant la pollution de l'environnement. 
En août 2003, la fondation Schwab, en association avec le Forum économique mondial de Davos fait figurer Ibrahim Abouleish sur sa liste des 25 chefs d'entreprise d'exception, à forte conscience sociale. En 2006, il est nommé conseiller au Conseil pour l'avenir du monde.

### Engagement
Parallèlement au travail de développement de SEKEM, Ibrahim Abouleish s'engage dans une forme d'activisme mondial en faveur de la biodiversité et du droit des peuples de disposer d'eux-mêmes, ainsi par exemple :

- En 2005, Ibrahim Abouleish, avec douze autres lauréats du Prix Nobel alternatif, signe une demande d'abrogation de l'article 81 de Paul Bremer[Note 2] qui vise à empêcher les agriculteurs irakiens d'utiliser leurs anciennes variétés de semences et de cultures, et à les obliger à dépendre de l'entreprise ayant breveté des semences génétiquement modifiées[Note 3]. Car, les variétés traditionnelles de cultures en Irak, qui ont évolué pendant des milliers d'années, ne sont pas seulement l'héritage de paysans irakiens, mais elles sont l'héritage mondial[10].

## Reconnaissance
Ibrahim Abouleish est récipiendaire du Right Livelihood Award en 2003, « pour un modèle d'affaires du XXIe siècle qui combine le succès commercial avec le développement social et culturel ». Selon Jacob von Uexkull, « M. Abouleish pratique ce qu'il appelle l'économie de l'amour. Il prouve que l'on peut à la fois faire du bien et en vivre ».
En novembre 2008, Ibrahim Abouleish reçoit la Croix du Mérite fédéral allemand. En outre, un prix spécial pour son travail de pionnier dans l'agriculture biodynamique, la certification bilan carbone et un développement écologiquement responsable lui est attribué par l'Organisation des Nations unies.

## Citation
« En particulier, j'ai été fasciné par l'agriculture biodynamique, basée sur l'anthroposophie en Europe depuis le début du XXe siècle. Grâce à elle, j'étais sûr que la situation de l'agriculture en Egypte pouvait être sensiblement améliorée. » 

## Ouvrage
- Ibrahim Abouleish (trad. de l'allemand), Sekem : une communauté durable dans le désert égyptien, La Boissière en Thelle, Aethera, 2007, 243 p. (ISBN 978-2-915804-15-7)